# قصاب‌مرغ ابلق
قصاب‌مرغ ابلق (نام علمی: Cracticus nigrogularis) نام یک گونه از سرده قصاب‌مرغ‌ها است.